# 楊氏三強蟹
楊氏三強蟹（学名：Tritodynamia yeoi）为大眼蟹科三强蟹属的动物。本物種發現於新加坡烏敏島，是三強蟹屬物種中分佈地域最南的物種。